# Уоруик Браун
Уоруик Браун (на английски: Warwick Brown) е австралийски пилот от Формула 1, роден е на 24 декември 1949 г. в Сидни, Австралия.

## Кариера във Формула 1
Браун дебютира във Формула 1 през 1976 г. в Голямата награда на САЩ с тима на Волф, в световния шампионат на Формула 1 записва само едно участие без да печели.